# Marit Larsen
Marit Elisabeth Larsen (* 1. července 1983, Lørenskog, Akershus) je norská textařka a zpěvačka.

## Hudební kariéra

### M2M a začátky sólové kariéry
M2M bylo popové duo s Marit Larsen, která hrála na kytaru a Marion Raven hrající na klávesy, obě zpívaly a skládaly si skoro všechny písně samy. S Marion Ravn se znala již od pěti let. Roku 1999 se objevil jejich první singl Don't say you love me. Singl byl vybrán jako soundtrack k filmu Pokémon the First Movie: Mewtwo Strikes Back (1999). Jejich první album Shades of Purple vyšlo v roce 2000. Roku 2002 vyšlo jejich druhé album The Big Room, které nebylo moc úspěšné. Nahrávací společnost Atlantic Records s M2M ukončila smlouvu v roce 2002. Po rozpadu skupiny Marion Raven začala svou sólovou kariéru a rozhodla se dokončit vysokou školu.
V říjnu roku 2004 představila v NRK radiu tři své písně This Time Tomorrow, Recent Illusion a Walls předvádějící její dovednosti ve hře na kytaru a klavír. Také vystoupila živě v hudebním festivalu by Larm v únoru roku 2005.

### Under The Surface (2005–2007)
V roce 2005 vydala své první sólové album Under The Surface s jedenácti skladbami. První singl tohoto alba Don't save me se rychle vyšplhal do nejlepších desítek žebříčků mnohých norských hitparád. V oficiální norské hitparádě se tento singl udržel pět týdnů na prvním místě. K dalšímu singlu Under the Surface se natočil klip v květnu roku 2006 a během měsíce se stal nejvíce přehrávaným v Norském rádiu. Třetím a čtvrtým singlem alba byly Only a fool a Solid ground.
Album Under the surface získalo v březnu roku 2006 zlatou desku za 20 000 prodaných kopií, v lednu roku 2007 se alba prodalo již přes 40 000 kopií a získalo platinovou desku. V květnu roku 2007 pak album dosáhlo dvojité platinové desky. S tímto albem vyhrála hned několik cen, a to Best Norwegian Act (nejlepší norský výkon) v MTV Europe Music Awards a v Spellemannprisen (norská Grammy) ceny za Best female artist (nejlepší umělkyně) a Best video (nejlepší video). V NRK P3 Radiu byla Marit nejvíce hranou umělkyní roku 2006 se singly Don't Save Me, Under the Surface, a Only A Fool.
Současně s vydáním alba se zúčastnila charitativního koncertu "Lyd i mørket" na začátku března 2006.
Album Under the surface bylo vydáno i v Indii a Thajsku roku 2006 a v listopadu se začala píseň Don't save me hrát na MTV Asia.

### The Chase (2008–2010)

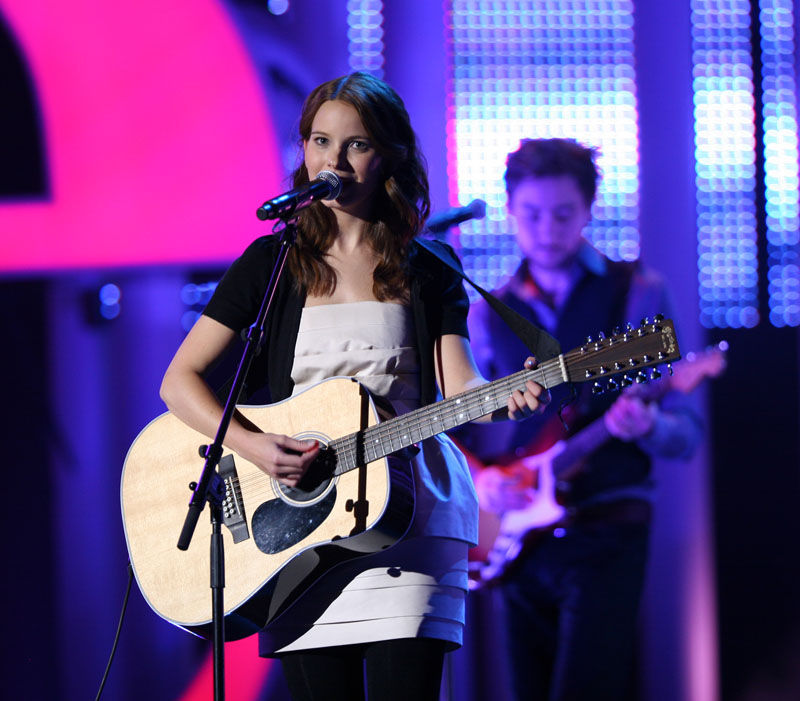
Marit Larsen na koncertě Nobelovy ceny míru 2008

Druhé sólové album The Chase bylo vydáno v Norsku 13. října 2008 a ve Švédsku 19. listopadu 2008. Jako Under the surface bylo kritiky dobře přijato. V říjnu bylo album označeno kritiky v norském bulvárním plátku Dagbladet jako nejlepší album roku.
První singl alba If a song could get me you vyletěl v norské singlové hitparádě na první místo již v prvním týdnu prodeje v září 2008. Později byl singl nominován na cenu Spellmannprisen jako „Hit of the year“ (hit roku). Píseň Steal my heart byla vybrána v soundtracku k norskému filmu I et speil, i en gåte.
Na začátku roku 2009 se připojila k Jasonu Mrazovi jako předskokan na jeho jarním Evropském turné. Jason Mraz ji pozval poté, co se potkali na koncertě Nobelovy ceny míru roku 2008.
Vydala If a song could get me you jako její první singl mimo Norsko v Německu, Rakousku, Švýcarsku a na Islandu. V Německu a v Rakousku se stal singlem číslo jedna. Ve Švýcarsku pak dosáhl druhého místa a v Islandě skončil na devatenáctý místě. V listopadu 2009 se Marit vydala na své první Německo-Švýcarské turné.
Nahrála duet Out of my hands s belgickým zpěvákem Milow. Píseň byla z Milowova alba Coming of age vydaného v Belgii roku 2008. Duet byl vydán dvanáctého února 2010 na MySpace Milow a YouTube Marit.
V červenci roku 2010 Marit vydala remake singlu Don't save me.

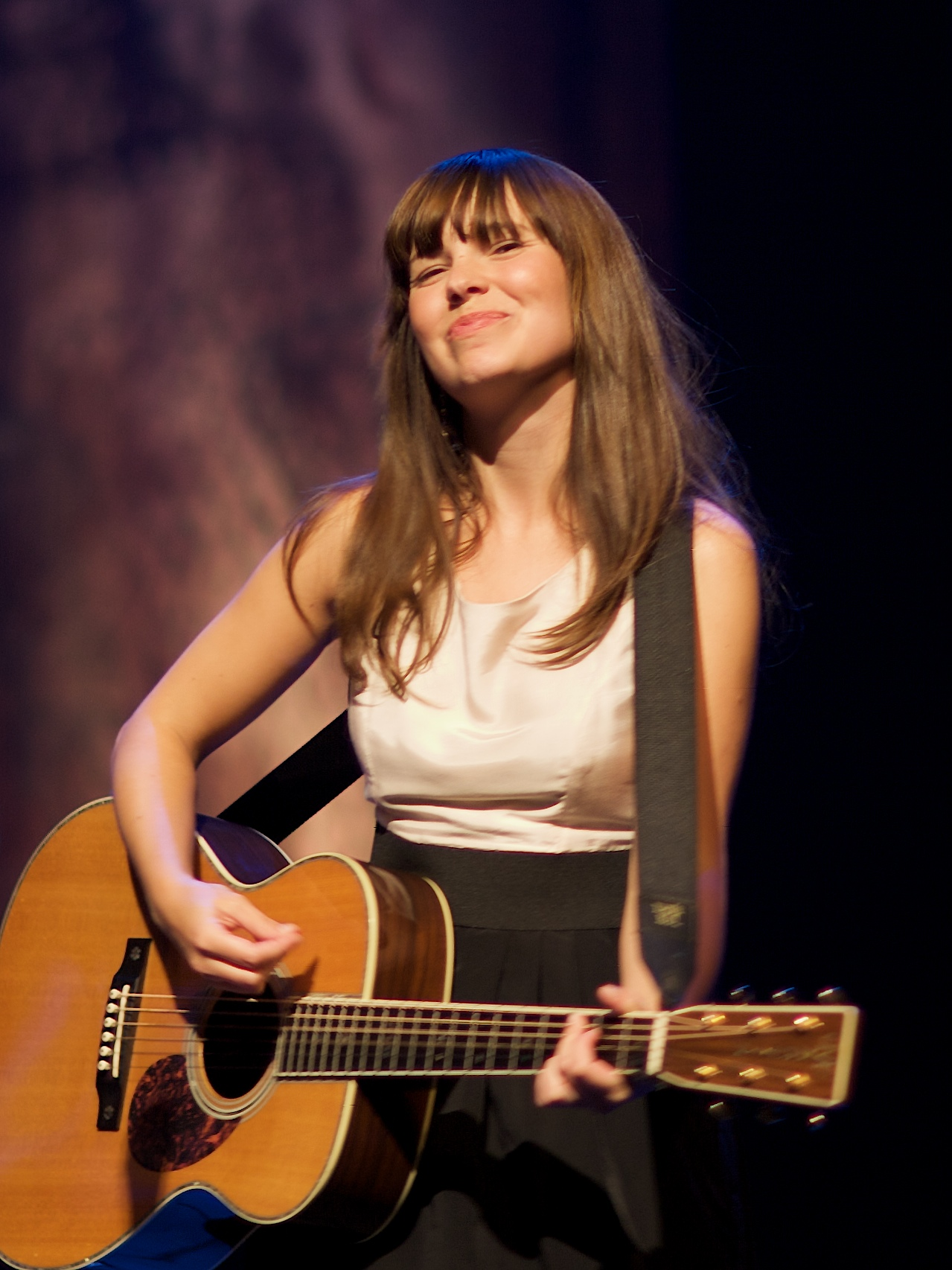
Marit Larsen, Ibsenhuset 2009

## Ceny
- 2006
  - „MTV Europe Music Awards – Best Norwegian Act“ (Nejlepší norský výkon)
  - „Spellemannprisen - Best video“ (Nejlepší video)
  - „Spellemannprisen - Best female artist“ (Nejlepší umělkyně)
  - „Spellemannprisen - Best song“ (Nejlepší píseň)
- 2007
  - „Norwegian Alarm-awards - Best pop act“ (Nejlepší popový výkon)
- 2009
  - „2009's Norsk Artistforbund Honorary Award“
- 2010
  - „Gammleng - v kategorii současné“